# رؤیاها (ترانه فلیتوود مک)
«رؤیاها» (به انگلیسی: Dreams) ترانه‌ای از گروه موسیقی راک بریتانیایی-آمریکایی فلیتوود مک است که در سال ۱۹۷۷ میلادی منتشر شد و در یازدهمین آلبوم استودیویی گروه، شایعات، قرار دارد. این ترانه را استیوی نیکس نوشت و متن آن جزئیات جدایی را شرح می‌دهد و پیامی امیدوارکننده دارد. 
در ایالات متحده، «رؤیاها» به عنوان دومین تک‌آهنگ از آلبوم شایعات در مارس ۱۹۷۷ توسط کمپانی وارنر رکوردز منتشر شد، در حالی که در بریتانیا، این ترانه به عنوان سومین تک‌آهنگ در ژوئن ۱۹۷۷ منتشر شد. در ایالات متحده، «رؤیاها» بیش از یک میلیون نسخه فروخت و به رتبه اول بیلبورد هات ۱۰۰ رسید، که تنها تک‌آهنگ شماره یک گروه در این کشور بود. در کانادا، «رؤیاها» همچنین به رتبه اول در جدول ۱۰۰ تک‌آهنگ برتر آرپی‌ام رسید. اجرای زنده «رؤیاها» به عنوان موزیک ویدیوی تبلیغاتی مورد استفاده قرار گرفت.
در اواخر سال ۲۰۲۰، این ترانه به دلیل انتشار یک ویدیوی پرطرفدار در تیک‌تاک، دوباره محبوبیت پیدا کرد. این ترانه دوباره وارد جدول‌های موسیقی ملی و همچنین در برخی کشورها وارد جدول‌های اسپاتیفای و اپل میوزیک شد. «رؤیاها» در فهرست «۵۰۰ ترانه برتر تمام دوران» رولینگ استون در سال ۲۰۲۱ در رتبه نهم قرار گرفت.